# Рулонная марка с номером печатной формы
Руло́нная ма́рка с но́мером печа́тной фо́рмы (англ. plate number coil, сокращённо PNC) — рулонная почтовая марка США, на которой напечатан номер печатной формы (печатной пластины). Этот тип рулонных марок издаётся в США начиная с 1981 года.

## Описание
Номер печатной формы обычно состоит из одного или нескольких знаков (цифр) маленького размера на поле в нижней части почтовой марки. Номер печатной формы (клише) расположен посередине или, на некоторых рулонных марках — справа.
Большинство номеров печатной формы представляют собой только цифры, но могут представлять собой сочетание букв и цифр. При наличии в номере печатной формы буквы, заглавная буква, как правило, стоит в начале или в конце обозначения и служит надёжным идентификатором полиграфического предприятия, напечатавшего марку.
Номер печатной формы проставляется на одной почтовой марке из нескольких, печатаемых одним поворотом ротационной печатной машины, с помощью которой печатаются данные почтовые марки.

Рулонная марка с номером печатной формы (США, 1996)

На иллюстрации приведено увеличенное изображение полоски самоклеящихся марок 1996 года «Flag over porch» («Флаг над крыльцом»), на которой можно видеть номер печатной формы из пяти знаков, по одному для каждого цветного слоя. Знаки довольно малы и часто трудноразличимы, потому что смазаны полутоновым изображением. Также на этой иллюстрации слева видны цифры, известные как микропечать, которые обозначают год печати выпуска или год начала охраны авторских прав на него. Их не следует путать с номером печатной формы.

## Коллекционирование
Несмотря на наличие других факторов, таких как состояние и центровка марки, филателистическая ценность одиночной рулонной марки с номером печатной формы или полоски таких марок в значительной степени зависит от самих номеров печатной формы, поскольку некоторые номера печатной формы имеют более высокую каталожную цену по причине их редкости и наличия сильного интереса к ним со стороны коллекционеров.
Коллекционеры, специализирующиеся на собирании рулонных марок с номером печатной формы, как правило, сохраняют такие марки в следующих форматах:
1. PNC5 (Plate Number Coil 5) — полоска из пяти негашёных рулонных марок, включая расположенную посредине марку с номером печатной формы.
2. PNC7 (Plate Number Coil 7) — полоска из семи негашёных рулонных марок, включая марку с номером печатной формы (посредине полоски).
3. PNC3 (Plate Number Coil 3) — полоска из трёх негашёных рулонных марок, одна из которых (посредине) — марка с номером печатной формы. Несмотря на то, что многие коллекционеры по-прежнему собирают рулонные марки в таком формате, большинство из них предпочитает формат PNC5. Вследствие этого, PNC3 представляет меньший интерес, чем PNC5, что подтверждается тем, что многие специализированные каталоги почтовых марок ныне указывают более высокие цены для формата PNC5 более ранних выпусков рулонных марок. Изначально многие коллекционеры и филателистические дилеры придерживались формата PNC3, поэтому сохранились не так много ранних выпусков в более длинном формате.
4. PNS (Plate Number Single) — одиночная негашёная или гашёная рулонная марка с номером печатной формы. На гашёной марке номер печатной формы должен быть различим, его не должен закрывать оттиск почтового штемпеля, хотя многие выпуски с предварительным гашением не должны иметь никаких оттисков почтового штемпеля, чтобы показать их надлежащее использование и коллекционную пригодность.
5. On cover («На конверте») — конверт с наклеенной гашёной рулонной маркой с номером печатной формы, а также с оттиском почтового штемпеля соответствующего периода, который увязывает марку с конвертом в единое целое (в целую вещь). Многие коллекционеры предпочитают, чтобы на конверте была наклеена почтовая марка или марки на сумму, соответствующую почтовому тарифу. Примером неправильного использования служит наклеивание на конверт множества предварительно погашенных марок или марок прежних лет выпуска в оплату почтового отправления первого класса. Несмотря на то, что такая практика разрешена почтовой администрацией США, большинство коллекционеров считают это, а также филателистические конверты менее желательными[3].

Некоторые выпуски рулонных марок требуют, чтобы коллекционеры сохраняли их в более длинном формате, чем даже вышеупомянутый формат PNC5. К примеру, серию рулонных марок «Зерновые культуры США» («The United States Crops»), которая выходила в 2006 году, составляют марки пяти рисунков, при этом только на марках одного вида рисунка есть номер печатной формы. Хотя некоторые коллекционеры сохраняют этот выпуск в формате PNC5 и не меньше, другие предпочитают иметь его в формате PNC11 для того, чтобы в полоске были представлены марки одного и того же рисунка как с номером печатной формы, так и без него.
В США создан Клуб собирателей рулонных марок с номером печатной формы (Plate Number Coil Collectors Club), который аффилирован с Американским филателистическим обществом и издаёт специализированный журнал «Coil Line» (с мая 1988 года).